# Петухов, Георгий Борисович
Георгий Борисович Петухов — советский ученый и педагог, специалист в области системных исследований, системотехники, прикладной кибернетики и теории эффективности целенаправленных процессов.

## Биография
Окончил Двинское военное техническое училище спецслужбы дальней авиации (1950) и Ленинградскую военно-воздушную инженерную академию им. А.Ф Можайского (1961).
Д.т. н. (1975). Профессор (1977). Полковник (1975). Почетный профессор Военной инженерно-космической академии им. А. Ф. Можайского (1996). Заслуженный деятель науки РФ (1997). Награжден знаком «Высшая школа СССР. За отличные успехи в работе» (1985).
С 1964 г. — преподаватель, с 1973 г. — старший преподаватель кафедры теории эффективности, с 1989 г. — профессор академии.
Профессор ПЕТУХОВ Г.Б. основал и возглавил научную школу «Системные исследования качества целеустремленных систем и эффективности целенаправленных процессов в задачах их внешнего проектирования».

## Научная деятельность
Профессором ПЕТУХОВЫМ Г.Б. разработаны основы трех оригинальных прикладных теорий:
— «Теории стохастической индикации» — нового раздела «Теории вероятностей», имеющего важные приложения в задачах исследований операций, прикладной кибернетики и системотехники;
1. «Теории эффективности целенаправленных процессов», служащей инструментом проведения комплексных системных исследований военно-технических систем и проводимых ими операций;
2. «Теории математического моделирования и исследования эффективности оперативных процессов массового обслуживания» — обширного и весьма важного класса операций.
Основные результаты исследований внедрены в войсковых частях 54023, 25714, 73790, 32103, 57275, 61535, 25714, в организациях промышленности — ЦСКБ, РКК «Энергия» им. С. П. Королева, ЦНИИМаш, НПО им. С. А. Лавочкина, РНИИ космического приборостроения, НПО точного приборостроения и в других организациях при обосновании тактико-технических требований к перспективным системам космических вооружений и организации целевого применения существующих космических систем.
Внедрение результатов научных исследований профессора ПЕТУХОВА Г.Б. позволило:
— автоматизировать ряд этапов планирования работы космических систем наблюдения (КСН), существенно уменьшить её трудоемкость и, тем самым, повысить оперативность процесса планирования, а также повысить обоснованность планов применения космических средств;
— повысить качество обоснования перспективных КСН и значительно сократить время их военно-технического системного проектирования;
— автоматизировать на основе разработанных им статистических методов принятия решений процессы обработки специальной информации при ведении наблюдений и при диагностировании средств ракетно-космической техники;
— поднять на новый научный уровень военно-экономическое (технико-экономическое) обоснование военно-технических систем и процессов их функционирования в задачах их проектирования, эксплуатации и целевого применения, а также в задачах конверсии;
— обосновать принципы функционирования и структуры систем информационного и операционного геофизического обеспечения деятельности Вооруженных Сил РФ.
Ввиду актуальности и научной сложности проблем, разрабатываемых научной школой, возглавляемой профессором ПЕТУХОВЫМ Г.Б., с 1991 года на базе войсковой части 54023 организациями МО РФ и МОМ (промышленности) проводились ежегодные НТК по вопросам разработки методов исследования эффективности применения военно-технических систем.
Профессор ПЕТУХОВ Г.Б. вёл большую научную работу как внутри академии, так и в содружестве с организациями МО РФ и промышленности. Как ведущий ученый он постоянно консультировал научных сотрудников академии и других организаций по вопросам исследования эффективности целенаправленных процессов и практического применения методов теории вероятностей, математической статистики и теории эффективности целенаправленных процессов. По постановлению Совета ветеранов войсковой части 54023 награжден памятным знаком «Ветеран службы» (2001).
Под непосредственным научным руководством профессора ПЕТУХОВА Г.Б. успешно защищено 16 кандидатских и 3 докторских диссертации.
За большие заслуги в области аттестации научных и научно-педагогических кадров в 1995 году профессор ПЕТУХОВ Г.Б. награжден Президиумом ВАК РФ Почетной грамотой.
За период более чем 45-летней плодотворной педагогической деятельности в академии (с 1964 года) профессор ПЕТУХОВ Г.Б. лично поставил 18 учебных курсов.
Считая, что одним из важнейших путей улучшения качества обучения слушателей и курсантов и повышения эффективности их самостоятельной работы является обеспечение учебного процесса учебно-методической литературой, профессор ПЕТУХОВ Г.Б. большое внимание уделял редакционно-издательской работе. Из опубликованных им более 200 научных трудов значительную часть составляют учебники и учебные пособия, из которых 17 — объемом от 8 до 41 печатных листов.

## Научные публикации
К важнейшим публикациям профессора ПЕТУХОВА Г.Б., содержащим полученные им впервые оригинальные результаты научных исследований, относятся:
- ПЕТУХОВ Г.Б., ЯКУНИН В. И. Методологические основы внешнего проектирования целенаправленных процессов и целеустремлённых систем. — М.: АСТ, 2006. — 504 с.
- ПЕТУХОВ Г. Б. Методологические основы научного и делового общения: к проблеме коммуникации в деловых и конфликтных ситуациях. Методич. пособ. — МО СССР, 1996. — 106 с.
- ПЕТУХОВ Г. Б. Основы теории эффективности целенаправленных процессов. Ч. I. Методология, методы, модели.- МО СССР, 1989. — 660 с.
- ПЕТУХОВ Г. Б. Методы теории стохастической индикации в прикладной кибернетике. — Л.: ВИКИ, 1975. — 155 с.
- ПЕТУХОВ Г. Б. Теоретические основы и методы исследования эф-фективности оперативных целенаправленных процессов. — МО СССР, 1979. — 176 с.
- ПЕТУХОВ Г.Б. и др. Методологические основы теории эффективности. — Л.: ВИКИ, 1982. — 236 с.
- ПЕТУХОВ Г. Б. Некоторые вопросы анализа и оптимального синтеза процессов массового обслуживания с приоритетами. — Л.: ЛВИКА, 1970. — 231 с.
- ПЕТУХОВ Г. Б. Основы теории массового обслуживания. — Л.: ЛВИКА, 1974. — 248 с.
- ПЕТУХОВ Г.Б. и др. Статистические методы обработки результатов наблюдений. — МО СССР, 1984. — 563 с.
- ПЕТУХОВ Г.Б. и др. Элементы теории испытаний и контроля технических систем. — Л.: «Энергия», 1978. — 191 c.

## Награды
Профессор ПЕТУХОВ Г.Б. — участник героической обороны блокадного Ленинграда с 1941 по 1944 г., полковник в отставке, прослужил в ВС СССР 40 лет. Он награжден 17 медалями, в том числе «За оборону Ленинграда», «За доблестный труд в Великой Отечественной войне 1941—1945 гг».